# Flatiron District

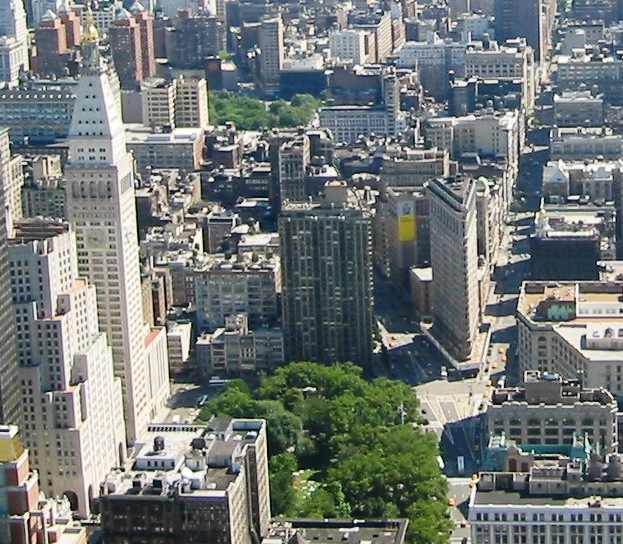
Flatiron District, pohled na jih z Empire State Building

Flatiron District je malá část Manhattanu v New Yorku pojmenovaná po budově Flatiron Building na 23. ulici, Broadwayi a Páté Avenue. Flatiron District lze obecně ohraničit 14. ulicí, Union Square a Greenwich Village na jihu, Šestou Avenue a Chelsea na západě, 28. ulicí a Midtown South na severu a Lexington Avenue/Irving Place, Gramercy Parkem a čtvrtí Gramercy na východě.
Středem prochází Broadway, začíná zde Madison Avenue a 23. ulice a pokračuje na sever. Nedaleko severního konce části je Madison Square Park, který byl kompletně revitalizován v roce 2001.